# Tranzault
Tranzault é uma comuna francesa na região administrativa do Centro, no departamento Indre. Estende-se por uma área de 18 km². Em 2010 a comuna tinha 353 habitantes (densidade: 19,6 hab./km²).